# Letohrádek královny Anny
Letohrádek královny Anny är ett slott i Tjeckiens huvudstad Prag. Letohrádek královny Anny ligger 260 meter över havet.